# Celly Campello
Celly Campello, nome artístico de Célia Campello Gomes Chacon (São Paulo, 18 de junho de 1942 — Campinas, 4 de março de 2003), foi uma cantora, compositora, atriz e multi-instrumentista brasileira, considerada a precursora do rock no Brasil, popularizando a dança twist no país. Devido ao sucesso de uma de suas canções fez uma participação na novela Estúpido Cupido.

## Biografia

### Primeiros anos
Célia Benelli Campello nasceu na capital paulista, mas cresceu em Taubaté, no Vale do Paraíba. Começou sua carreira precocemente. Dançou Tico-Tico no Fubá aos cinco anos numa apresentação infantil, no ano seguinte cantou na Rádio Cacique de Taubaté. Tornou-se uma das participantes do Clube do Guri, na Rádio Difusora de Taubaté. Estudou piano, violão e balé durante a infância.
Aos doze anos já tinha o próprio programa de rádio, também na Rádio Cacique. Aos quinze anos de idade (1958) gravou o primeiro disco, em São Paulo, no outro lado do primeiro 78 rotações do irmão Tony Campello, que a acompanhou em boa parte da carreira como cantora e atriz. Estreou na televisão no programa Campeões do Disco, da TV Tupi, em 1958. Em 1959 estreou um programa próprio ao lado de Tony Campello, intitulado Celly e Tony em Hi-Fi, na Rede Record, o qual apresentou por dois anos.

### O sucesso

Celly Campello nos anos 60.

A carreira explodiu em 1959 com a versão brasileira de Stupid Cupid, que no Brasil virou Estúpido Cupido. A música foi lançada no programa do Chacrinha e se tornou um sucesso. Nesse mesmo ano participou do longa-metragem de Mazzaropi, Jeca Tatu.
Durante a vida gravou outros sucessos: Lacinhos Cor-de-Rosa, Billy, Banho de Lua, que lhe renderam inúmeros prêmios e troféus, inclusive no exterior, e lhe deram o título de Rainha do Rock Brasileiro.
Celly abandonou a carreira no seu auge, aos vinte anos, para se casar e morar em Campinas. Foi em 1962, com José Eduardo Gomes Chacon, o namorado desde a adolescência e passou a se chamar Célia Campello Gomes Chacon. Com José Eduardo, com quem permaneceu casada até sua morte. Tiveram dois filhos, Cristiane e Eduardo.
Celly vinha sendo cogitada para apresentar o programa Jovem Guarda (RecordTV), ao lado de Roberto e Erasmo Carlos. Como abandonou a carreira, Wanderléa tomou seu lugar.
Em 1968, Celly lançou um LP em homenagem aos 10 anos na gravadora Odeon.

### Revivalnos anos 70
No início da década de 1970 tentou relançar a carreira: apareceu no Hollywood Rock, pioneiro festival de rock no Rio de Janeiro, se apresentado com o irmão Tony Campello. O evento foi filmado para o documentário Ritmo Alucinante, lançado no mesmo ano. Em 1976, foi trazida de novo ao sucesso graças a telenovela Estúpido Cupido  (homônimo do grande sucesso, de 1959) na TV Globo, na qual gravou uma participação especial. Incentivada pelo sucesso da novela, tentaria retomar a carreira, chegando a gravar um disco e fazendo alguns espetáculos. Depois do término da novela, ainda gravou, nos três anos seguintes, uma série de compactos simples e duplos pela RCA, com versões de sucessos internacionais do fim dos anos 70, como Saudade (It's a Heartache) e Só entre Dois Amores (Torn Between Two Lovers).[carece de fontes?]
Em 2008, a emissora de televisão TV Globo licenciou as canções "Banho de Lua" e "Broto Legal" para serem utilizadas como música incidental da novela Ciranda de Pedra; nenhuma das duas foi incluída no CD de trilha sonora da novela.

### Morte
Vítima de um câncer de mama, Celly faleceu em 4 de março de 2003, no Hospital Samaritano, sendo sepultada no dia seguinte no Cemitério Parque Flamboyant, ambos localizados  em Campinas.

## Discografia

### Na Odeon
- 78 RPM n.º 14.328 de 06/1958 - Handsome Boy (Este foi o primeiro lançamento em 45 RPM da Odeon)
- 78 RPM n.º 14.385 de 10/1958 - Devotion / O Céu Mudou de Cor
- 78 RPM n.º 14.434 de 03/1959 - The Secret / Estúpido Cupido
- 78 RPM n.º 14.490 de 07/1959 - Banho de lua
- / Muito Jovem
- 78 RPM n.º 14.506 de 08/1959 - Túnel do amor / Lacinhos Cor-de-rosa
- 78 RPM n.º 14.592 de 03/1960 - Billy /Tammy
- 78 RPM n.º 14.632 de 06/1960 - Frankie / Não tenho Namorado
- 78 RPM n.º 14.669 de 09/1960 - Mal-me-quer / Broto Legal
- 78 RPM n.º 14.690 de 11/1960 - Vi Mamãe Beijar Papai Noel / Jingle-Bell Rock

(Obs: Todos estes 78 rotações tiveram edição também 45 RPM simples)
- 78 RPM n.º 14.723 de 04/1961 - Hey Mama / Gosto de Você meu Bem
- 78 RPM n.º 14.801 de 05/1962 - Canário / A Lenda da Conchinha

(Obs: Estes discos de 78 RPM tiveram edição também em compacto simples)
- Compacto Simples n.º 7B-001 de 1960 - Estúpido Cupido / Banho de Lua
- Compacto Simples n.º 7B-007 de 10/1961 - Trem do Amor / Flamengo Rock
- Compacto Simples n.º DP-398 de 06/1968 - Hey! Ex-Amor / Bonnie e Clyde (Promocional)
- Compacto Simples n.º 7B-317 de 08/1968 - Hey! Ex-Amor / Marquei Encontro com Você em Meus Sonhos
- Compacto Simples de 1973 - Canário (com Tony Campello)
- Compacto Simples de 1976 - Estúpido Cupido / Túnel do Amor
- Compacto Duplo (45 RPM) "Estúpido Cupido" n.º BWB 1.084 de 08/1959
  - Estúpido Cupido / The Secret / Túnel do Amor / Muito Jovem
- Compacto Duplo (45 RPM) "Broto Certinho" n.º BWB 1.131 de 04/1960
  - Querida Mamãe / Grande Amor / Banho de Lua / Frankie
- Compacto Duplo (45 RPM) "A Bonequinha que Canta" de 10/1960
  - Mal-me-Quer / Broto Legal / O Meu Amor vai Passar / Só para Elisa
- Compacto Duplo "Celly Campello" n.º 7BD-1006 de 10/1961
  - Hey Mama / Teddy / Flamengo Rock / Little Devil
- Compacto Duplo "Celly Campello" n.º 7BD-1167 de 11/1968
  - Ao Meu Amor / Marquei Encontro com Você em meus Sonhos / Felicidade / Perdoa
- Compacto Duplo "Anos 60" n.º 7BD-1359, de 07/1976
  - Estúpido Cupido / Lacinhos Cor-de-rosa / Banho de Lua / Broto Legal
- LP "Come Rock With Me" n.º MOFB-3110 de 09/1959 (Mono)
- LP "Broto Certinho" n.º MOFB-3162 de 04/1960 (Mono)
- LP "A Bonequinha que Canta" n.º MOFB-3186 de 11/1960 (Mono)
- LP "A Graça de Celly Campello e as Músicas de Paul Anka" n.º MOFB-3230 de 04/1961 (Mono)
- LP "Brotinho Encantador" n.º MOFB-3257 de 10/1961 (Mono)
- LP "Os Grandes Sucessos de Celly Campello" n.º MOFB-3288 de 05/1962 (Coletânea em Mono)
- LP "Celly" n.º (S)MOFB-3543 de 06/1968 (Estéreo)
- LP "Anos 60" n.º SC-10014 de 1973 (Coletânea com Reprocessamento Eletrônico - Fake Stereo)

### Na Continental
Todos os Lançamentos em Estéreo
- Compacto Simples de 1970 - Help! Vem me Ajudar / Pra Você Gostar de Mim (Taí)
- Compacto Duplo n.º LD.33917 de 1971
  - Mar de Rosas / Estou Bem / Deixa Estar como Está / Oh! Mama

### Na RCA Victor
Todos os Lançamentos em Estéreo
- Compacto Simples n.º 101.0245 de 03/1974 - Onde Você For / Cada Dia Fica Mais Difícil não te Ter
- Compacto Simples n.º 101.0398 de 05/1976 - Nosso Amor é Pra Sempre / A Casa das Cortinas Amarelas
- Compacto Simples n.º 101.0472 de 1977 - Diga que eu Mando um Alô / A Estação
- Compacto Simples n.º 101.0643 de 1978 - Estamos a Fim (Com Tony Campello) / Chovendo em meu Coração
- Compacto Duplo "Estúpido Cupido" n.º 102.0156 de 1976
  - Estúpido Cupido - Banho de Lua / Cante / Diga que eu Mando um Alô / Nosso Amor é Pra Sempre
- Compacto Duplo "Don't Cry for Me Argentina" n.º 102.0180 de 1977
  - Don't Cry for me Argentina / A Estação / Insisto, Amor / Só Entre Dois Amores
- Compacto Duplo "Celly Campello" n.º 102.0229 de 1978
  - A Saudade / Dina / O Que eu Sinto por Você / Você me Fez Brilhar
- Compacto Duplo "Celly Campello" n.º 102.0256 de 1979
  - Estamos a Fim (com Tony Campello) / Chovendo em Meu Coração / Voltei a Ser Feliz / Deixe o Amor Entrar
- LP "Celly Campello" n.º 103.0184 de 11/1976
- LP "Disco de Ouro", de 1981

## Como atriz
- 1959 - Jeca Tatu
- 1960 - Zé do Periquito
- 1975 - Ritmo Alucinante
- 1977 - Estúpido Cupido

## No cinema
Em 2022 estreou o filme Um Broto Legal de Luiz Alberto Pereira que conta a história da cantora interpretada por Marianna Alexandre.